# Élections municipales espagnoles de 1999
Des élections municipales espagnoles de 1999 se sont tenues le 13 juin 1999. Elles ont permis d'élire les 65 201 conseillers municipaux des 8 104 communes espagnoles, ainsi que les 1 034 élus des 38 députations provinciales. Il s'agit des sixièmes élections municipales en Espagne depuis le référendum de la Constitution espagnole de 1978.
Ces élections se sont tenues en même temps que les élections régionales dans 13 communautés autonomes, ainsi que les élections locales des trois députations forales du Pays basque et des dix conseils des îles Baléares et Canaries. Les élections européennes de 1999 se sont également tenues en simultané.
Le Parti populaire est le grand vainqueur de ces élections, ce qui lui a permis d'obtenir la majorité absolue lors des élections générales espagnoles de 2000. Le Parti socialiste ouvrier espagnol arrive en deuxième place, suivi par la Gauche unie.

## Système électoral
En 1999, les municipalités espagnoles étaient des corporations locales dotées d'une personnalité juridique indépendante. Elles avaient un corps exécutif, le conseil ou la corporation municipale, composée d'un maire, d'adjoints au maire et d'une assemblée plénière réunissant les conseillers municipaux.
Le vote aux élections municipales espagnoles est au suffrage universel, où tous les Espagnols de plus de 18 ans, enregistrés sur la liste électorale de la commune et jouissant de tous leurs droits civiques pouvaient voter. Le maire était élu par l'assemblée plénière, avec une clause légale la poussant à élire un maire provenant du parti majoritaire dans le cas où aucun accord ne serait trouvé auparavant entre les conseillers.
Les conseillers sont élus selon la méthode D'Hondt, au scrutin proportionnel plurinominal. Un minimum de 5% des voix — y compris les votes blancs — est nécessaire pour obtenir un conseiller. Le nombre de conseillers par commune est déterminé selon le tableau suivant :
| Population       | Nombre de conseillers                                              |
| ---------------- | ------------------------------------------------------------------ |
| Moins de 250     | 5                                                                  |
| 251 à 1 000      | 7                                                                  |
| 1 001 à 2 000    | 9                                                                  |
| 2 001 à 5,000    | 11                                                                 |
| 5 001 à 10 000   | 13                                                                 |
| 10 001 à 20 000  | 17                                                                 |
| 20 001 à 50 000  | 21                                                                 |
| 50 001 à 100 000 | 25                                                                 |
| 100 001 et plus  | +1 par tranche de 100 000 habitants +1 si le nombre total est pair |

Pour l'élection des conseillers dans les municipalités de 100 à 250 habitants, les électeurs votent pour des candidats individuels plutôt que pour des partis et pour un maximum de quatre candidats. De plus, les municipalités de moins de 100 habitants ainsi que celles dont la situation géographique, les intérêts municipaux ou d'autres circonstances l'exigent, forment un conseil ouvert (en espagnol : régimen de concejo abierto) dans lequel les électeurs élisent directement le maire,.
La loi électorale prévoit que seuls les partis politiques, les fédérations, les coalitions et les groupes d'électeurs peuvent présenter une liste de candidats. Cependant, les groupes d'électeurs doivent obtenir la signature d'un certain nombre d'électeurs de leur commune pour pouvoir être candidats, et ce à des taux différents selon la population :
- Au moins 1% des électeurs pour les communes de 5 000 habitants ou moins, tant que le nombre de signatures est deux fois supérieur à celui des conseillers en fonction ;
- Au moins 100 signatures pour les communes de 5 001 à 10,000 habitants ;
- Au moins 500 signatures pour les communes de 10 001 à 50 000 habitants ;
- Au moins 1 500 signatures pour les communes de 50 001 à 150 000 habitants ;
- Au moins 3 000 signatures pour les communes de 150 001 à 300 000 habitants ;
- Au moins 5 000 signatures pour les communes de 300 001 à 1 000 000 habitants ;
- Au moins 8 000 signatures pour les communes de plus de 1 000 001 habitants.

Les électeurs ne peuvent pas accorder leur signature à plusieurs listes de candidats. De plus, les partis et fédérations qui souhaitent former une coalition pour participer conjointement à une élection doivent en informer la commission aux élections au plus tard 10 jours avant l'élection.

## Résultats

### Résultats généraux
| Partis et coalitions         | Partis et coalitions | Vote populaire                    | Vote populaire            | Vote populaire                | Nombre de conseillers élus | Nombre de conseillers élus |
| Partis et coalitions         | Partis et coalitions | Voix exprimées                    | %                         | Différence                    | Total                      | Différence                 |
| ---------------------------- | --- | --------------------------------- | ------------------------- | ----------------------------- | -------------------------- | -------------------------- |
|                              | Parti populaire et alliés (PP-UPN) - Parti populaire (PP) - Union du peuple navarrais (UPN)                                                                                          | 7 334 135 - 7 243 243 - 90 892    | 34,44 - 34,01 - 0,43      | -0,83 - -0,92 - +0,08         | 24 623 - 24,296 - 327      | -149 - -183 - +34          |
|                              | Parti socialiste ouvrier espagnol et alliés (PSOE-p-PSC) - Parti socialiste ouvrier espagnol-Progressistes (PSOE-p) - Parti des socialistes de Catalogne (PSC)                       | 7 296 484 - 6 205 530 - 1 090 954 | 34,26 - 29,14 - 5,12      | +3,45 - +3,14 - +0,31         | 21 917 - 19 881 - 2 036    | +752 - +422 - +330         |
|                              | Izquierda Unida et alliés (IU-EUiA) - Gauche unie (IU) - Gauche unie et alternative (EUiA)                                                                                           | 1 387 900 - 1 330 202 - 57 698    | 6,52 - 6,25 - 0,27        | -3,42 - -3,68 - Nouveau       | 2 295 - 2 260 - 35         | -806 - -841 - +35          |
|                              | Convergence et Union et alliés (CiU-CDA-PNA) | 774 074                           | 3,63                      | -0,77                         | 4 089                      | -176                       |
|                              | Parti nationaliste basque-Eusko Alkartasuna (PNV-EA) | 411 274                           | 1,93                      | -0,08                         | 1 206                      | -215                       |
|                              | Parti andalouciste (PA) | 355 684                           | 1,67                      | +0,11                         | 544                        | +120                       |
|                              | Bloc nationaliste galicien (BNG) | 290 187                           | 1,36                      | +0,42                         | 586                        | +158                       |
|                              | Citoyens basques (EH) | 272 446                           | 1,28                      | +0,45                         | 890                        | +269                       |
|                              | Coalition canarienne (CC) - Coalition canarienne (CC) - Centre nationaliste canarien (CCN) - Indépendants de la Grande Canarie (IGC)                                                 | 268 847 - 267 773 - 542 - 531     | 1,26 - 1,26 - 0,00 - 0,00 | +0,14 - +0,20 - -0,05 - -0,01 | 434 - 432 - 1 - 1          | +5 - +30 - -18 - -7        |
|                              | Initiative pour la Catalogne-Verts-Accord pour le progrès municipal (IC-V-EPM) | 227 045                           | 1,07                      | -0,67                         | 284                        | -105                       |
|                              | Gauche républicaine de Catalogne-Les Verts-Accord municipal (ERC-EV-AM) | 225 576                           | 1,06                      | +0,14                         | 677                        | +152                       |
|                              | Bloc nationaliste valencien-Les Verts (BNV-EV) | 113 747                           | 0,53                      | +0,15                         | 234                        | +66                        |
|                              | Union valencienne (UV) | 108 639                           | 0,53                      | -0,08                         | 229                        | +14                        |
|                              | Groupe libéral indépendant (GIL) | 87 743                            | 0,41                      | +0,25                         | 93                         | +50                        |
|                              | Parti aragonais (PAR) | 87 493                            | 0,41                      | -0,12                         | 925                        | -125                       |
|                              | Les Verts-Gauche andalouse (LV-IA) | 65 564                            | 0,31                      | +0,26                         | 14                         | +14                        |
|                              | Union démocratique-Centre démocratique et social (UC-CDS) | 62 964                            | 0,30                      | -0,07                         | 281                        | +20                        |
|                              | Junte aragonaise (CHA) | 54 614                            | 0,26                      | +0,14                         | 80                         | +41                        |
|                              | Parti régionaliste de Cantabrie (PRC) | 49 898                            | 0,23                      | +0,08                         | 217                        | +129                       |
|                              | Parti socialiste de Majorque-Entente nationaliste (PSM-EN) - Parti socialiste de Majorque-Entente nationaliste (PSM-EM) - Parti socialiste de Minorque-Entente nationaliste (PSM-EM) | 41 181 - 38 675 - 2 506           | 0,19 - 0,18 - 0,01        | +0,01 - +0,01 - ±0.00         | 112 - 105 - 7              | +15 - +14 - +1             |
|                              | Union du peuple léonais (UPL) | 39 321                            | 0,18                      | +0,02                         | 167                        | +29                        |
|                              | Union rénovatrice asturienne (URAS) | 36 036                            | 0,17                      | Nouveau                       | 83                         | +83                        |
|                              | Parti démocratique de la nouvelle gauche (PDNI) | 29 300                            | 0,14                      | Nouveau                       | 67                         | +67                        |
|                              | Union majorquine (UM) | 24 501                            | 0,12                      | +0,04                         | 68                         | +24                        |
|                              | Parti démocratique (PADE) | 23 865                            | 0,11                      | Nouveau                       | 32                         | +32                        |
|                              | Fédération des indépendants de Catalogne (FIC) | 22 597                            | 0,11                      | +0,02                         | 180                        | +3                         |
|                              | Fédération nationaliste canarie (FNC) - Parti nationaliste canarien (PNC) - Parti des indépendants de Lanzarote (PIL) - Indépendants de Fuerteventura (IF)                           | 22 363 - 9 989 - 9 538 - 2 836    | 0,11 - 0,05 - 0,04 - 0,01 | +0,05 - +0,05 - -0,01 - ±0,00 | 40 - 2 - 29 - 9            | -2 - +2 - -2 - -2          |
|                              | Démocratie galicienne (DG) | 18 085                            | 0,08                      | Nouveau                       | 36                         | +36                        |
|                              | Terre commune-Parti nationaliste castillan (TC-PNC) | 16 782                            | 0,08                      | +0,06                         | 45                         | +22                        |
|                              | Parti asturianiste (PAS) | 16 187                            | 0,08                      | +0,02                         | 12                         | +6                         |
|                              | Initiative citoyenne basque (ICV/EHE) | 15 111                            | 0,07                      | -0,07                         | 2                          | -3                         |
|                              | Pacte progressiste (Pacte) | 14 988                            | 0,07                      | +0,01                         | 37                         | +6                         |
|                              | Convergence des démocrates de Navarre (CDN) | 14 573                            | 0,07                      | -0,04                         | 25                         | -17                        |
|                              | Parti humaniste (PH) | 13 764                            | 0,06                      | +0,04                         | 0                          | ±0                         |
|                              | Parti de Grande Canarie (PGC) | 13 150                            | 0,06                      | ±0,00                         | 2                          | ±0                         |
|                              | Union régionaliste de Castille-et-León (URCL) | 13 041                            | 0,06                      | +0,01                         | 124                        | +26                        |
|                              | Parti pour l'indépendance (PI) | 12 820                            | 0,06                      | Nouveau                       | 9                          | +9                         |
|                              | Indépendants portuais (IP) | 11 424                            | 0,05                      | -0,02                         | 10                         | -6                         |
|                              | Coalition estrémadure (CREx-PREx) | 10 548                            | 0,05                      | -0,08                         | 50                         | -89                        |
|                              | Gauche galicienne-Les Verts (EdeG-OV) | 10 146                            | 0,05                      | Nouveau                       | 10                         | +10                        |
|                              | Initiative indépendante (II) | 10 122                            | 0,05                      | Nouveau                       | 22                         | +22                        |
|                              | Plateforme des indépendants d'Espagne (PIE) | 9 683                             | 0,05                      | -0,31                         | 35                         | -171                       |
|                              | Union alavese (UA) | 9 675                             | 0,05                      | -0,05                         | 9                          | -28                        |
|                              | Parti de la Rioja (PR) | 9 669                             | 0,05                      | ±0.00                         | 58                         | -45                        |
|                              | Union pour le progrès de la Cantabrie (UPCA) | 9 179                             | 0,04                      | -0,15                         | 29                         | -141                       |
|                              | Candidature indépendante-Union des partis régionalistes de Castille-et-León (CI) | 8 679                             | 0,04                      | +0,03                         | 18                         | +18                        |
|                              | Estrémadure unie (EU) | 8 641                             | 0,04                      | Nouveau                       | 50                         | ±0                         |
| Autres                       | Autres | 922 942                           | 4,33                      | —                             | 4 251                      | -782                       |
| Votes blancs                 | Votes blancs | 415 401                           | 1,95                      | +0,49                         |                            |                            |
| Total                        | Total | 21 297 014                        | 100,00                    |                               | 65 201                     | -668                       |
| Votes valides                | Votes valides | 21 297 014                        | 99,09                     | -0,23                         |                            |                            |
| Votes non valides            | Votes non valides | 194 970                           | 0,91                      | +0,23                         |                            |                            |
| Total des votes              | Total des votes | 21 491 984                        | 63,99                     | -5,88                         |                            |                            |
| Abstentions                  | Abstentions | 12 093 973                        | 36,01                     | +5,88                         |                            |                            |
| Électeurs inscrits           | Électeurs inscrits | 33 585 957                        |                           |                               |                            |                            |
| Sources,                     | |                                   |                           |                               |                            |                            |
| Notes1. 2. 3. 4. 5. 6. 7. 8. | |                                   |                           |                               |                            |                            |

### Communes de plus de 25 000 habitants
Le tableau suivant résume le contrôle politique des villes espagnoles de plus de 25 000 habitants. Les capitales des provinces espagnoles sont indiquées en gras.
| Ville                        | Population | Contrôle précédent | Contrôle précédent                                   | Nouveau contrôle | Nouveau contrôle                                          |
| ---------------------------- | ---------- | ------------------ | ---------------------------------------------------- | ---------------- | --------------------------------------------------------- |
| La Corogne                   | 243 134    |                    | Parti socialiste ouvrier espagnol (PSOE)             |                  | Parti socialiste ouvrier espagnol (PSOE)                  |
| Albacete                     | 145 454    |                    | Parti populaire (PP)                                 |                  | Parti socialiste ouvrier espagnol (PSOE)                  |
| Alcalá de Henares            | 163 831    |                    | Parti populaire (PP)                                 |                  | Parti socialiste ouvrier espagnol (PSOE)                  |
| Alcobendas                   | 86 146     |                    | Parti socialiste ouvrier espagnol (PSOE)             |                  | Parti socialiste ouvrier espagnol (PSOE)                  |
| Alcorcón                     | 143 970    |                    | Parti socialiste ouvrier espagnol (PSOE)             |                  | Parti populaire (PP)                                      |
| Algésiras                    | 101 972    |                    | Parti andalouciste (PA)                              |                  | Parti andalouciste (PA)                                   |
| Alicante                     | 272 432    |                    | Parti populaire (PP)                                 |                  | Parti populaire (PP)                                      |
| Almería                      | 168 025    |                    | Parti populaire (PP)                                 |                  | Parti socialiste ouvrier espagnol (PSOE)                  |
| Ávila                        | 47 650     |                    | Parti populaire (PP)                                 |                  | Parti populaire (PP)                                      |
| Avilés                       | 84 835     |                    | Parti populaire (PP)                                 |                  | Parti socialiste ouvrier espagnol (PSOE)                  |
| Badajoz                      | 134 710    |                    | Parti populaire (PP)                                 |                  | Parti populaire (PP)                                      |
| Badalone                     | 209 606    |                    | Parti des socialistes de Catalogne (PSC-PSOE)        |                  | Parti des socialistes de Catalogne (PSC–PSOE)             |
| Barakaldo                    | 98 649     |                    | Parti socialiste ouvrier espagnol (PSOE)             |                  | Parti socialiste ouvrier espagnol (PSOE)                  |
| Barcelone                    | 1 505 581  |                    | Parti des socialistes de Catalogne (PSC-PSOE)        |                  | Parti des socialistes de Catalogne (PSC-PSOE)             |
| Bilbao                       | 358 467    |                    | Parti nationaliste basque-Eusko Alkartasuna (PNV-EA) |                  | Parti nationaliste basque-Eusko Alkartasuna (PNV-EA)      |
| Burgos                       | 161 984    |                    | Parti populaire (PP)                                 |                  | Parti socialiste ouvrier espagnol (PSOE)                  |
| Cáceres                      | 78 614     |                    | Parti populaire (PP)                                 |                  | Parti populaire (PP)                                      |
| Cadix                        | 143 129    |                    | Parti populaire (PP)                                 |                  | Parti populaire (PP)                                      |
| Carthagène                   | 175 628    |                    | Parti populaire (PP)                                 |                  | Parti populaire (PP)                                      |
| Castellón de la Plana        | 137 741    |                    | Parti populaire (PP)                                 |                  | Parti populaire (PP)                                      |
| Ciudad Real                  | 61 138     |                    | Parti populaire (PP)                                 |                  | Parti populaire (PP)                                      |
| Cordoue                      | 309 961    |                    | Parti populaire (PP)                                 |                  | Gauche unie (IU)                                          |
| Cornellà de Llobregat        | 80 329     |                    | Parti des socialistes de Catalogne (PSC-PSOE)        |                  | Parti des socialistes de Catalogne (PSC-PSOE)             |
| Coslada                      | 73 732     |                    | Gauche unie (IU)                                     |                  | Parti socialiste ouvrier espagnol (PSOE)                  |
| Cuenca                       | 44 558     |                    | Parti populaire (PP)                                 |                  | Parti socialiste ouvrier espagnol (PSOE)                  |
| Dos Hermanas                 | 92 506     |                    | Parti socialiste ouvrier espagnol (PSOE)             |                  | Parti socialiste ouvrier espagnol (PSOE)                  |
| El Puerto de Santa María     | 73 728     |                    | Indépendants portuais (IP)                           |                  | Indépendants portuais (IP)                                |
| Elche                        | 191 713    |                    | Parti socialiste ouvrier espagnol (PSOE)             |                  | Parti socialiste ouvrier espagnol (PSOE)                  |
| Ferrol                       | 82 548     |                    | Parti populaire (PP)                                 |                  | Bloc nationaliste galicien (BNG)                          |
| Fuenlabrada                  | 167 458    |                    | Parti socialiste ouvrier espagnol (PSOE)             |                  | Parti socialiste ouvrier espagnol (PSOE)                  |
| Getafe                       | 143 629    |                    | Parti socialiste ouvrier espagnol (PSOE)             |                  | Parti socialiste ouvrier espagnol (PSOE)                  |
| Getxo                        | 82 974     |                    | Parti nationaliste basque-Eusko Alkartasuna (PNV-EA) |                  | Parti nationaliste basque-Eusko Alkartasuna (PNV-EA)      |
| Gijón                        | 265 491    |                    | Parti socialiste ouvrier espagnol (PSOE)             |                  | Parti socialiste ouvrier espagnol (PSOE)                  |
| Gérone                       | 71 858     |                    | Parti des socialistes de Catalogne (PSC-PSOE)        |                  | Parti des socialistes de Catalogne (PSC-PSOE)             |
| Grenade                      | 241 471    |                    | Parti populaire (PP)                                 |                  | Parti socialiste ouvrier espagnol (PSOE)                  |
| Guadalajara                  | 64 439     |                    | Parti populaire (PP)                                 |                  | Parti populaire (PP)                                      |
| Huelva                       | 139 991    |                    | Parti populaire (PP)                                 |                  | Parti populaire (PP)                                      |
| Huesca                       | 45 485     |                    | Parti populaire (PP)                                 |                  | Parti socialiste ouvrier espagnol (PSOE)                  |
| Jaén                         | 107 184    |                    | Parti populaire (PP)                                 |                  | Parti populaire (PP)                                      |
| Jerez de la Frontera         | 181 602    |                    | Parti andalouciste (PA)                              |                  | Parti andalouciste (PA)                                   |
| L'Hospitalet de Llobregat    | 248 521    |                    | Parti des socialistes de Catalogne (PSC-PSOE)        |                  | Parti des socialistes de Catalogne (PSC-PSOE)             |
| Las Palmas                   | 352 641    |                    | Parti populaire (PP)                                 |                  | Parti populaire (PP)                                      |
| Leganés                      | 173 163    |                    | Parti socialiste ouvrier espagnol (PSOE)             |                  | Parti socialiste ouvrier espagnol (PSOE)                  |
| León                         | 139 809    |                    | Parti populaire (PP)                                 |                  | Parti populaire (PP)                                      |
| Lérida                       | 112 207    |                    | Parti des socialistes de Catalogne (PSC-PSOE)        |                  | Parti des socialistes de Catalogne (PSC-PSOE)             |
| Logroño                      | 125 617    |                    | Parti populaire (PP)                                 |                  | Parti populaire (PP)                                      |
| Lugo                         | 86 620     |                    | Parti populaire (PP)                                 |                  | Parti socialiste ouvrier espagnol (PSOE)                  |
| Madrid                       | 2 881 506  |                    | Parti populaire (PP)                                 |                  | Parti populaire (PP)                                      |
| Malaga                       | 528 079    |                    | Parti populaire (PP)                                 |                  | Parti populaire (PP)                                      |
| Marbella                     | 98 377     |                    | Groupe libéral indépendant (GIL)                     |                  | Groupe libéral indépendant (GIL)                          |
| Mataró                       | 103 265    |                    | Parti des socialistes de Catalogne (PSC-PSOE)        |                  | Parti des socialistes de Catalogne (PSC-PSOE)             |
| Móstoles                     | 195 311    |                    | Parti socialiste ouvrier espagnol (PSOE)             |                  | Parti socialiste ouvrier espagnol (PSOE)                  |
| Murcie                       | 349 040    |                    | Parti populaire (PP)                                 |                  | Parti populaire (PP)                                      |
| Orense                       | 107 965    |                    | Parti populaire (PP)                                 |                  | Parti populaire (PP)                                      |
| Oviedo                       | 199 549    |                    | Parti populaire (PP)                                 |                  | Parti populaire (PP)                                      |
| Palencia                     | 79 745     |                    | Parti populaire (PP)                                 |                  | Parti socialiste ouvrier espagnol (PSOE)                  |
| Palma                        | 319 181    |                    | Parti populaire (PP)                                 |                  | Parti populaire (PP)                                      |
| Pampelune                    | 179 145    |                    | Convergence des démocrates de Navarre (CDN)          |                  | Union du peuple navarrais (UPN)                           |
| Pontevedra                   | 73 871     |                    | Parti populaire (PP)                                 |                  | Bloc nationaliste galicien (BNG)                          |
| Reus                         | 89 034     |                    | Parti des socialistes de Catalogne (PSC-PSOE)        |                  | Parti des socialistes de Catalogne (PSC-PSOE)             |
| Sabadell                     | 184 859    |                    | Initiative pour la Catalogne (IC)                    |                  | Parti des socialistes de Catalogne (PSC-PSOE)             |
| Salamanque                   | 158 457    |                    | Parti populaire (PP)                                 |                  | Parti populaire (PP)                                      |
| San Cristóbal de La Laguna   | 127 945    |                    | Coalition canarienne (CC)                            |                  | Coalition canarienne (CC)                                 |
| San Fernando                 | 84 014     |                    | Parti andalouciste (PA)                              |                  | Parti andalouciste (PA)                                   |
| Saint-Sébastien              | 178 229    |                    | Parti socialiste ouvrier espagnol (PSOE)             |                  | Parti socialiste ouvrier espagnol (PSOE)                  |
| Sant Boi de Llobregat        | 78 632     |                    | Parti des socialistes de Catalogne (PSC-PSOE)        |                  | Parti des socialistes de Catalogne (PSC-PSOE)             |
| Santa Coloma de Gramenet     | 120 958    |                    | Parti des socialistes de Catalogne (PSC-PSOE)        |                  | Parti des socialistes de Catalogne (PSC-PSOE)             |
| Santa Cruz de Tenerife       | 211 930    |                    | Coalition canarienne (CC)                            |                  | Coalition canarienne (CC)                                 |
| Santander                    | 184 165    |                    | Parti populaire (PP)                                 |                  | Parti populaire (PP)                                      |
| Saint-Jacques-de-Compostelle | 93 584     |                    | Parti socialiste ouvrier espagnol (PSOE)             |                  | Parti socialiste ouvrier espagnol (PSOE)                  |
| Ségovie                      | 54 012     |                    | Parti populaire (PP)                                 |                  | Union démocratique-Centre démocratique et social (UC-CDS) |
| Séville                      | 701 927    |                    | Parti populaire (PP)                                 |                  | Parti socialiste ouvrier espagnol (PSOE)                  |
| Soria                        | 33 882     |                    | Parti populaire (PP)                                 |                  | Parti socialiste ouvrier espagnol (PSOE)                  |
| Talavera de la Reina         | 72 208     |                    | Parti populaire (PP)                                 |                  | Parti socialiste ouvrier espagnol (PSOE)                  |
| Tarragone                    | 112 795    |                    | Convergence et Union (CiU)                           |                  | Convergence et Union (CiU)                                |
| Telde                        | 83 733     |                    | Coalition canarienne (CC)                            |                  | Coalition canarienne (CC)                                 |
| Terrassa                     | 165 654    |                    | Parti des socialistes de Catalogne (PSC-PSOE)        |                  | Parti des socialistes de Catalogne (PSC-PSOE)             |
| Teruel                       | 29 320     |                    | Parti populaire (PP)                                 |                  | Parti populaire (PP)                                      |
| Tolède                       | 66 989     |                    | Parti populaire (PP)                                 |                  | Parti populaire (PP)                                      |
| Torrejón de Ardoz            | 91,186     |                    | Parti socialiste ouvrier espagnol (PSOE)             |                  | Parti socialiste ouvrier espagnol (PSOE)                  |
| Valence                      | 739 412    |                    | Parti populaire (PP)                                 |                  | Parti populaire (PP)                                      |
| Valladolid                   | 319 946    |                    | Parti populaire (PP)                                 |                  | Parti populaire (PP)                                      |
| Vigo                         | 283 110    |                    | Parti populaire (PP)                                 |                  | Bloc nationaliste galicien (BNG)                          |
| Vitoria-Gasteiz              | 216 527    |                    | Parti nationaliste basque-Eusko Alkartasuna (PNV-EA) |                  | Parti populaire (PP)                                      |
| Zamora                       | 64 421     |                    | Parti populaire (PP)                                 |                  | Parti populaire (PP)                                      |
| Saragosse                    | 603 367    |                    | Parti populaire (PP)                                 |                  | Parti populaire (PP)                                      |